# Keralica idukkensis
Keralica idukkensis is een hydroïdpoliep uit de familie Olindiasidae. De poliep komt uit het geslacht Keralica. Keralica idukkensis werd in 1984 voor het eerst wetenschappelijk beschreven door Khatri. 